# Hickory 250 1968
Hickory 250 1968 var ett stockcarlopp ingående i Nascar Grand National Series (nuvarande Nascar Cup Series) som kördes 7 april 1968 på den 0,4 mile (644 meter) långa ovalbanan Hickory Motor Speedway i Hickory i North Carolina. Totalt avverkades 100 miles (160,934 km) fördelat på 250 varv. Banunderlaget var asfalt. Loppet vanns av Richard Petty i en Plymouth på tiden 1:15.32 körande för Petty Enterprises. Pettys snitthastighet var 79,435 mph. Det var Pettys 77:e vinst av totalt 200 i karriären. Prispotten uppgick till 4 940 dollar, varav 1 200 dollar gick till segraren.

## Resultat
| Plc     | Nr | Förare          | Team/ bilägare           | Konstruktör | Start | Varv | Ledda varv |
| ------- | -- | --------------- | ------------------------ | ----------- | ----- | ---- | ---------- |
| 1       | 43 | Richard Petty   | Petty Enterprises        | Plymouth    | 4     | 250  | 75         |
| 2       | 17 | David Pearson   | Holman Moody             | Ford        | 1     | 250  | 59         |
| 3       | 71 | Bobby Isaac     | K&K Insurance Racing     | Dodge       | 3     | 250  | 116        |
| 4       | 39 | Friday Hassler  | Red Sharp                | Chevrolet   | 7     | 246  | 0          |
| 5       | 48 | James Hylton    | Hylton Engineering       | Dodge       | 6     | 244  | 0          |
| 6       | 4  | John Sears      | DeWitt Racing            | Ford        | 10    | 243  | 0          |
| 7       | 0  | Jack Ingram     | i.u.                     | Chevrolet   | 2     | 242  | 0          |
| 8       | 76 | Roy Tyner       | Don Culpepper            | Ford        | 22    | 239  | 0          |
| 9       | 45 | Bill Seifert    | Seifert Racing           | Ford        | 14    | 237  | 0          |
| 10      | 64 | Elmo Langley    | Langley-Woodfield Racing | Ford        | 8     | 235  | 0          |
| 11      | 20 | Clyde Lynn      | Negre Racing             | Ford        | 13    | 232  | 0          |
| 12      | 19 | Henley Gray     | Gray Racing              | Ford        | 14    | 229  | 0          |
| 13      | 49 | G.C. Spencer    | GC Spencer Racing        | Plymouth    | 5     | 222  | 0          |
| 14      | 25 | Jabe Thomas     | Robertson Racing         | Ford        | 17    | 222  | 0          |
| 15      | 06 | Neil Castles    | Neil Castles             | Plymouth    | 9     | 122  | 0          |
| 16      | 88 | Buck Baker      | Buck Baker Racing        | Oldsmobile  | 12    | 115  | 0          |
| 17      | 03 | Wayne Smith     | i.u.                     | Chevrolet   | 16    | 106  | 0          |
| 18      | 09 | Bob Cooper      | Bob Cooper               | Chevrolet   | 21    | 99   | 0          |
| 19      | 34 | Wendell Scott   | Scott Racing             | Ford        | 11    | 72   | 0          |
| 20      | 01 | Paul Dean Holt  | Dennis Holt              | Ford        | 18    | 38   | 0          |
| 21      | 9  | Bill Vanderhoff | Roy Tyner                | Pontiac     | 20    | 31   | 0          |
| 22      | 1  | Jim Vandiver    | Tom Vandiver             | Chevrolet   | 19    | 5    | 0          |
| Källor: |    |                 |                          |             |       |      |            |